# قصر طويق
قصر طويق أحد المشاريع المميزة في مدينة الرياض، يقع القصر في حي السفارات غرب مدينة الرياض عاصمة المملكة العربية السعودية، يعتبر القصر من أهم أماكن إقامة الندوات والمعارض الفنية والثقافية وحفلات الاستقبال الرسمية في العاصمة. وهو من تصميم تحالف شركة دار الدراسات العمرانية مع شركة فراي اوتو و شركة بيرو هابولد.
وفي أبريل 2022م أعلنت «مجموعة بوتيك» المملوكة لصندوق الاستثمارات العامة تحويل «قصر طويق» وعدد من القصور التاريخية في السعودية إلى فنادق فخمة متاحة للسياح، وسيضم القصر 96 غرفة تشمل 40 جناحاً فاخراً و56 فيلا فاخرة.

## نبذة
يمثِّل قصرُ طويق، أيقونةً معماريةً نادرة، بفضل إطلالته البانورامية على وادي حنيفة. وقد بُني في عام 1985، ما جعله أحد أبرز المعالم العمرانية التراثية في الرياض، حيث تركزت مبانيه الداخلية على معطيات البيئة المحلية الطبيعية في المنطقة، من خلال الطابع التراثي والتقليدي. وتبلغ مساحة الأرض التي أقيم عليها القصر 77 ألف متر، بينما تبلغ مساحة مبانيه 24 ألف متر، إضافة إلى تخصيص 500 متر منه، ممشى للمشاة.

## الموقع
يتمتع قصر طويق بموقع متميز في الطرف الشمالي الغربي من حي السفارات مطلا على وادي حنيفة ومحاطا بفرعين صغيرين للوادي، وقد صمم القصر على هيئة جدار ضخم مأهول يمثل جسم القصر الأساسي ويلتف حول حديقة داخلية حامياً إياها من الرياح والعوامل الطبيعية الأخرى، ويتراوح سمك الجدار بين 7 و13 متر كما يبلغ ارتفاعه نحو 12 متر، ويتألف القصر من بهو وقاعات استقبال وقاعة طعام ومدرج للمحاضرات وصالة متعددة الأغراض ودار للضيافة وصالة للألعاب الداخلية وملاعب خارجية ومسابح، كما تحيط به بعض الملاعب ومواقف السيارات وحدائق صحراوية مطلة على الوادي، ويشتمل البرنامج الوظيفي للقصر على إقامة الندوات والمعارض الفنية والثقافية وحفلات الاستقبال الرسمية للجهات الحكومية والبعثات الدبلوماسية وغيرها من الأنشطة التي تتناسب مع طبيعة القصر في كونه يقع في منطقة تعج بالسفارات الدولية والمنظمات الدولية والإقليمية.

## الهدف
إن الهدف من تصميم قصر طويق، هو أن يكون مركزًا ترفيهيًّا للاجتماعات الدولية، وأماكن إقامة للدبلوماسيين وعائلاتهم وضيوفهم في السعودية، حيث اهتم القائمون على المشروع، بتعريف الثقافة السعودية ونشرها في المجتمع الدولي، إذ يمكن إقامة العروض والحفلات والندوات، لبث روح التفاهم بين الثقافة السعودية والثقافات العالمية. كما أن حماية البيئة، ودمج المبنى مع الموقع المحيط، يُعدّ من أهم أهداف القصر.

## مكونات القصر
يتألف القصر من بهو، وقاعات استقبال، وقاعة طعام، ومدرج للمحاضرات، وصالة متعددة الأغراض، ودار للضيافة، وصالة للألعاب الداخلية، وملاعب خارجية ومسابح. كما تحيط به بعض الملاعب، ومواقف السيارات، وحدائق صحراوية مطلة على الوادي. ويشتمل البرنامج الوظيفي للقصر، على إقامة الندوات، والمعارض الفنية والثقافية، وحفلات الاستقبال الرسمية للجهات الحكومية والبعثات الدبلوماسية، وغيرها من الأنشطة التي تتناسب مع طبيعة القصر، في كونه يقع في منطقةٍ تعج بالسفارات الدولية، والمنظمات الدولية والإقليمية.

## وزارة الثقافة
أصدرت وزارة الثقافة فيلمًا وثائقيًّا قصيرًا، يسلِّط الضوء على الجمال والبراعة المعمارية لقصر طويق. حيث يعرض مقطع الفيديو الذي تبلغ مدته 10 دقائق (يمكن مشاهدته على حساب الوزارة على منصة إكس "تويتر سابقًا")، نظرةً على تاريخ القصر، وعلى عملية تصميمه.

## الجوائز
فاز قصر طويق الذي يمثل أحد أبرز المعالم العمرانية الثقافية والاجتماعية في حي السفارات في الرياض بجائزة آغا خان للعمارة في خريف عام 1419 هـ الموافق 1998 وتم تسليم الجائزة في مدينة غرناطة الإسبانية الى شركة دار الدراسات العمرانية و فراي اوتو.

## وصلات خارجية
- البوم صور قصر طويق
- نشرة عن قصر طويق